# Experimento de Gurdon

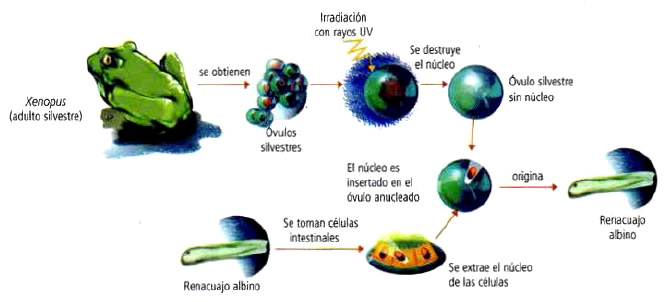
Experimento de Gurdon (1960). Este experimento de clonación, conocido también como transferencia nuclear, demostró que la información hereditaria residente en el núcleo permanece intacta durante el desarrollo de células diferenciadas.

En 1960, John Gurdon dio a conocer los resultados de un importante experimento diseñado con el objeto de conocer el papel del núcleo en la expresión de la información genética.

## ¿En qué consistió su experimento?
En este experimento, Gurdon aisló y cultivó células intestinales de ranas de la especie Xenopus laevis. Paralelamente, aisló huevos no fertilizados de la misma especie irradiándolos con luz ultravioleta para así destruir sus núcleos. Posteriormente, aisló núcleos de las células intestinales y los inyectó dentro de los huevos sin núcleo. Después de algunas semanas observó el desarrollo exitoso de nuevos renacuajos.

## Comunidad científica versus Gurdon
La comunidad científica permaneció escéptica frente a los resultados de Gurdon, criticando el hecho de que, por ejemplo, no se obtuvo individuos adultos en su experimento original. No obstante, este científico logró el reconocimiento merecido al lograr, en una segunda versión de su experimento, el desarrollo de ranas adultas.

## Conclusiones
El experimento de Gurdon demostró que cada núcleo celular contiene la información necesaria para originar un nuevo organismo, es decir, tanto las células intestinales, neuronas, pueden ser capaces de generar vida si se les extrae su núcleo. Esta capacidad del núcleo está presente incluso en las células altamente diferenciadas. Cuando núcleos provenientes de células diferenciadas son introducidos en el citoplasma de un huevo, los núcleos dirigen el desarrollo del organismo completo, recuperando la capacidad totipotencial, es decir, tienen la capacidad de dar origen a diversos tipos celulares, capacidad observable en los cigotos. Esto demuestra que en los núcleos no hay pérdida de información durante el desarrollo y que los genes se expresan de manera diferencial en los distintos tipos celulares debido, esencialmente, a señales citoplasmáticas.